# روبرت فان بوكسل
روبرت فان بوكسل (بالهولندية: Robert van Boxel)‏ (20 يناير 1983 في هولندا - ) هو لاعب كرة قدم هولندي في مركز الدفاع. لعب مع أدو دين هاغ وأغوف أبيلدورن وسبارتا روتردام ونادي آيندهوفن ونادي كامبور وMVV Maastricht ‏ وFC Lisse ‏.

## وصلات خارجية
- روبرت فان بوكسل على موقع قاعدة بيانات كرة القدم.إي يو (الإنجليزية)